# Eumichtis coerulescens
Eumichtis coerulescens là một loài bướm đêm trong họ Noctuidae.